# 格雷普維恩 (加利福尼亞州)
格雷普維恩（英語：Grapevine）是位於美國加利福尼亞州克恩縣的一個非建制地區。該地的面積和人口皆未知。

## 地理
格雷普維恩的座標為34°56′30″N 118°55′48″W / 34.94167°N 118.93000°W，而該地的平均海拔高度為457米（即1499英尺）。